# Hemsil
Hemsil (kaldes af og til for Hemsila) er en elv i Hemsedal i Norge. Den har sit udspring hvor de små elve fra Grøndalen og Mørkedalen mødes ved den lille bygd, som kaldes Tuv.
Hemsil løber gennem Hemsedal by og Hemsedal Kommune til den munder ud i Hallingdalselven ved Gol. Ved Granheim, midtvejs mellem Hemsedal og Gol, er elven opdæmmet og danner en kunstig sø.
Elven afvander et areal på 1.454 km².
60°42′N 8°56′Ø / 60.7°N 8.94°Ø